# がんばれゴエモン 次元城の悪夢
『がんばれゴエモン 次元城の悪夢』（がんばれゴエモン じげんじょうのあくむ）は、コナミのコンピュータゲーム、『がんばれゴエモン〜ゆき姫救出絵巻〜』の購入者を対象に抽選で配布されたOVA作品。1991年発売。約30分。後に『がんばれゴエモン3 獅子重禄兵衛のからくり卍固め』発売時にもユーザープレゼントとして抽選配布された。

## 概要
ゴエモンとエビス丸がさらわれたおみつを救うために、突如出現した次元城に乗り込んでいくギャグアクションアニメ。コナミのメジャー3作品をパロディー化した話も盛り込まれている。

## ストーリー
ある日突然森の中に現れた謎の城の城主は手下に自分の花嫁にする美女を探させていた。手下が見つけたおみつを気に入った主はおみつをさらっていく。その事を聞いたゴエモンとエビス丸は話に聞いていた城が怪しいと乗り込んでいく。

## 次元城
外見は和風の城。内部は四層式になっていてそれぞれの次元の部屋を突破しないと天守閣には辿り着けないようになっている。各部屋はコナミのゲームを元にしたものになっていて、入ると記憶が書き換えられその世界の登場人物になりきる。
一階（グラディウス）
ビックバイパーに乗ってビッグコアとの対決になる。
二階（悪魔城ドラキュラ）
ドラキュラにさらわれたおみつを救うため悪魔城に乗り込むが最上階に辿り着いたときそこにいたのはおみつではなくクリスティーヌであった。
三階（ツインビー）
ウインビーに誘われて今日こそハイスコアを出そうとする3人。途中で休憩のために銭湯によって行く事になった。

## 登場人物
ゴエモン
声 - 中村大樹
下町に住む義賊。おみつを救うために次元城に乗り込んでいく。
エビス丸
声 - 梅津秀行
ゴエモンと一緒に行動する忍者。次元城でいろいろな人間に変わるが、どんな姿でもほっかむりを着けた姿は変わらない。
おみつ
声 - 伊藤美紀
下町のアイドル。次元城の城主（正確には城主の手下）にさらわれる。
城主
声 - 梁田清之
次元城の主。おみつを見初めて彼女をさらう。
手下
声 - 西原久美子
城主の手下で不思議な玉を持つ。
クリスティーヌ
声 - 柴田由美子
ドラキュラ城のヒロイン。
源さん
声 - 森川智之
下町の住人。
金さん
声 - 高木渉
下町の住人。ゴエモンにおみつがさらわれたことを伝えた。
ウインビー
声 - 西原久美子
原作におけるパステルだが、当時は名前設定が無かったため｢ウインビーちゃん｣と呼ばれている。

## スタッフ
- 製作総指揮 - 上月景正
- 監督・脚本・絵コンテ - 井出安軌
- 企画 - 池田孝冶、早坂妙子
- キャラクターデザイン・作画監督 - つるやまおさむ
- メカニックデザイン - 奥田淳
- 美術設定 - 南郷洋一
- 美術監督 - 森川裕美
- 撮影監督 - 小西一廣
- 編集 - 掛須秀一
- 音楽 - コナミ矩形波倶楽部
- 音響監督 - 岩浪美和
- プロデューサー - 酒井雅人、三浦亨
- 制作協力 - 株式会社読売広告社
- 制作 - AIC
- 制作・原作 - コナミ株式会社

## 主題歌
「ゴエモン音頭」
作詞・作曲 - コナミ矩形波倶楽部 / 編曲 - 丸山雅仁 / 歌 - 三橋美智也